# Římskokatolická farnost u kostela sv. Jana, Mikulov na Moravě
Římskokatolická farnost u kostela sv. Jana, Mikulov na Moravě je územní společenství římských katolíků s farním kostelem svatého Jana Křtitele ve městě Mikulov v mikulovském děkanství v rámci brněnské diecéze.

## Historie farnosti
Dnešní mikulovský chrám svatého Jana Křtitele s bývalou kolejí piaristů je již druhým chrámem stejného zasvěcení. Ten původní se nacházel za městskými hradbami poblíž špitálu a představoval pouze přechodné útočiště řádu. Pro malý prostor, vlhkost a neudržitelný stav začala roku 1632 (jen rok po příchodu piaristů do Mikulova) výstavba nového, daleko velkorysejšího komplexu. Stavba se protáhla až do roku 1712.

## Duchovní správci
Farářem byl od 1. listopadu 2012 R. D. Oldřich Chocholáč. Dne 1. srpna 2024 se stal administrátorem excurrendo farnosti R. D. Mgr. Pavel Pacner.

## Bohoslužby
| Kostel                | Místo   | Bohoslužba (den)            | Hodina                               | Poznámka     |
| --------------------- | ------- | --------------------------- | ------------------------------------ | ------------ |
| svatého Jana Křtitele | Mikulov | neděle pondělí středa pátek | 11.00 9.00 17.00 (zima)/18.00 (léto) | farní kostel |

## Aktivity ve farnosti
Dnem vzájemných modliteb farností za bohoslovce a bohoslovců za farnosti brněnské diecéze je 7. červen. Adorační den připadá na 3. dubna.
Ve farnosti se pravidelně koná tříkrálová sbírka. V roce 2015 se při ní na území Mikulova vybralo 54 874 korun.Při sbírce v roce 2016 činil výtěžek v celém Mikulově 60 436 korun.